# Baratili San Pietro
Baratili San Pietro (sardisk: Boàtiri) er en by og en kommune (comune) i provinsen Oristano i regionen Sardinien i Italien. Byen ligger i 11 meters højde og har 1.312 indbyggere (2016). Kommunen har et areal på 6,10 km² og grænser til kommunerne Nurachi, Oristano, Riola Sardo, San Vero Milis og Zeddiani.